# Rina Balaj
Rina Balaj (ur. 27 stycznia 1999 w Peciu) – kosowska piosenkarka.

## Życiorys
W 2015 roku wzięła udział w 4. edycji albańskiego X Factor.

## Dyskografia[1]

### Albumy
| Rok  | Teledysk |
| ---- | -------- |
| 2020 | MM       |
| 2021 | Balerina |

### Teledyski
| Rok  | Teledysk        |
| ---- | --------------- |
| 2017 | Janari          |
| 2018 | Për ty          |
| 2018 | Ska konkurenc   |
| 2018 | Ashiqare        |
| 2018 | Mami            |
| 2018 | Gigi            |
| 2018 | Fly             |
| 2018 | Down on me      |
| 2019 | Ilegal          |
| 2019 | Qikat           |
| 2019 | Jumanji         |
| 2019 | Ideal           |
| 2019 | Meredith        |
| 2020 | Sari            |
| 2020 | Falling in love |
| 2020 | Zjarr           |
| 2020 | Tentacion       |
| 2021 | Bad Rosita      |
| 2021 | Cali            |
| 2021 | Addiction       |
| 2021 | Aver            |
| 2021 | Mia             |
| 2021 | Chacha          |
| 2022 | Sativa          |